# قائمة السدود والخزانات في أفغانستان

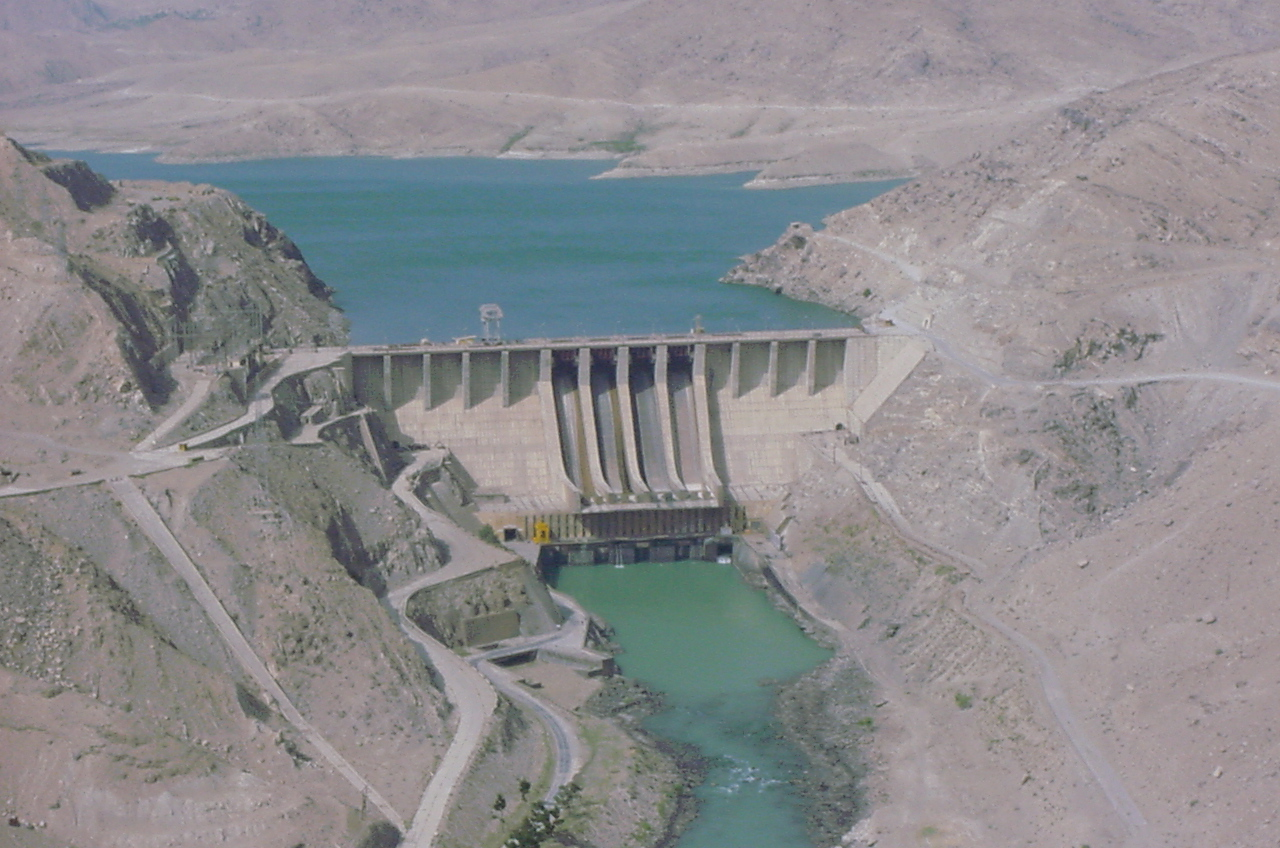
سد ناغلو في ولاية كابول بأفغانستان

تستخدم السدود والخزانات في أفغانستان في الري، أو إمدادات المياه، أو توليد الطاقة الكهرمائية أو الجمع بين هذه السدود والخزانات.  فيما يلي خريطة ومخطط يوضح بعض السدود والخزانات في أفغانستان.

## قائمة الخزانات والسدود الرئيسية في أفغانستان
| اسم السد                     | الموقع                        | يفع علي       | الغرض                    | سعة التخزين                       | الارتفاع (متر)     | الطور (متر)        | الطاقة الكهرمائية | سنة الاكتمال | المصدر      |
| ---------------------------- | ----------------------------- | ------------- | ------------------------ | --------------------------------- | ------------------ | ------------------ | ----------------- | ------------ | ----------- |
| سد ناغلو                     | منطقة سروبي, ولاية كابول      | نهر كابل      | الطاقة الكهرومائية       | 550,000,000 م3 (445,892 فدان⋅قدم) | 110 متر(361 قدم)   | 280 متر(919 قدم)   | 75 ميغاواط        | 1968         | [ 2 ]       |
| Qargha                       | ولاية كابول                   | نهر باغمان    | حفظ الماء                | 5,000 هكتار (12,000 فدان)         | 30 متر (98 قدم)    | 450 متر(1,480 قدم) |                   | 1933         |             |
| سد شاه وأرس                  | ولاية كابول                   | نهر شاكاردارا | الري                     | 180,000 م3 (146 فدان⋅قدم)         | 75 متر(246 قدم)    |                    | 1.2ميغاواط        | تحت الانشاء  |             |
| Surobi Dam                   | منطقة سروبي, ولاية كابول      | نهر كابل      | الطاقة الكهرومائية       |                                   |                    |                    | 22.8ميغاواط       |              | [ 3 ]       |
| Mahipar Dam                  | ولاية كابول                   | نهر لوغار     | الطاقة الكهرومائية       |                                   |                    |                    | 66 ميغاواط        | 1967         | [ 4 ] [ 5 ] |
| سد درونتا                    | جلال آباد، ولاية ننكرهار      | نهر كابل      | الطاقة الكهرومائية، الري |                                   |                    |                    | 11.5 ميغاواط      | 1960         |             |
| Band-e Amir                  | ولاية باميان                  |               |                          |                                   |                    |                    |                   |              |             |
| سد كجكي                      | ولاية هلمند                   | نهر هلمند     | الطاقة الكهرومائية، الري | 1,715×106 م3 (1,390,373 فدان⋅قدم) | 100 متر(328 قدم)   | 270 متر(886 قدم)   | 52.5 ميغاواط      | 1953         |             |
| سد جريشك                     | ولاية هلمند                   | نهر هلمند     | الطاقة الكهرومائية       |                                   |                    |                    |                   |              |             |
| Dahla Dam                    | ولاية قندهار                  | نهر أرغانداب  | الري                     |                                   | 55 متر             | 535 متر            |                   | 1952         |             |
| سد الصداقة الأفغانية الهندية | منطقة شيشتي شريف, ولاية هرات  | نهر هري       | الطاقة الكهرومائية، الري | 633×106 م3 (513,181 فدان⋅قدم)     | 107.5 متر(353 قدم) | 551 متر(1,808 قدم) | 42 ميغاواط        | 2016         | [ 6 ]       |
| Sardeh Band Dam              | منطقة أندار, ولاية غزني       | Gardez River  | الري                     | 259,000,000 م3 (209,975 فدان⋅قدم) |                    |                    |                   | 1967         |             |
| سد السلطان                   | ولاية غزني                    | نهر غزني      | الري                     |                                   |                    |                    |                   | القرن العاشر |             |
| سد تشكي وردك                 | منطقة تشاك وردك, ولاية وردك   | نهر لوغار     | الري                     |                                   |                    |                    |                   | 1938         |             |
| Sar-e-Haus Dam               |                               |               |                          |                                   |                    |                    |                   |              |             |
| Surkhab Dam                  | ولاية لوكر                    |               |                          |                                   |                    |                    |                   |              |             |
| سد كمال خان                  | منطقة شهار برجك, ولاية نيمروز | نهر هلمند     | الطاقة الكهرومائية، الري |                                   | 16 متر             | 2.274 كليومتر      | 8 ميغاواط         |              |             |
| Zana Khan Dam                |                               |               |                          |                                   |                    |                    |                   |              |             |
| Bakhsh-Abad Dam              | ولاية فراه                    |               |                          |                                   |                    |                    |                   |              |             |

## خريطة موقع الخزانات والسدود الرئيسية

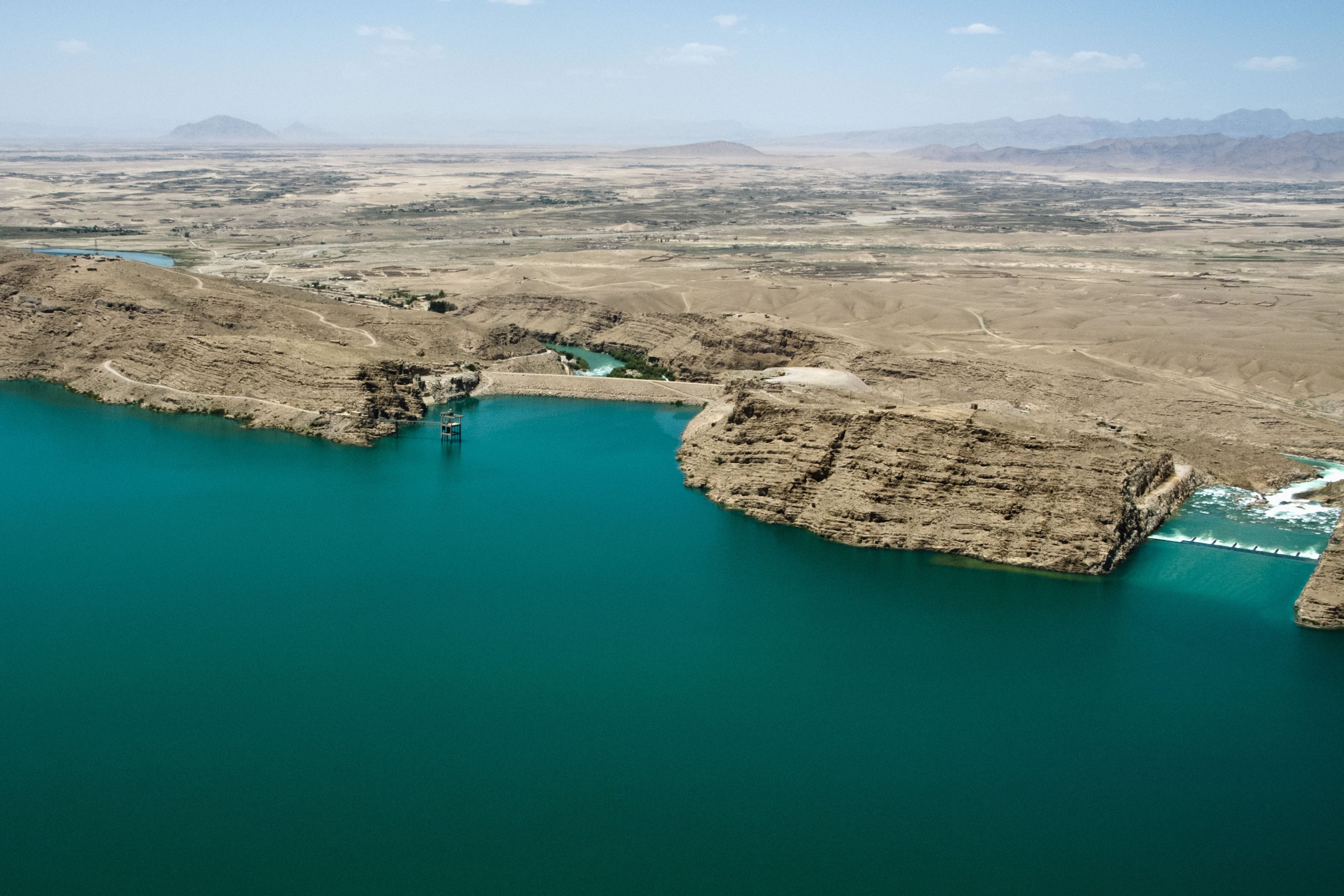
سد كاجاكي ومجرى تصريفه في مقاطعة هلمند

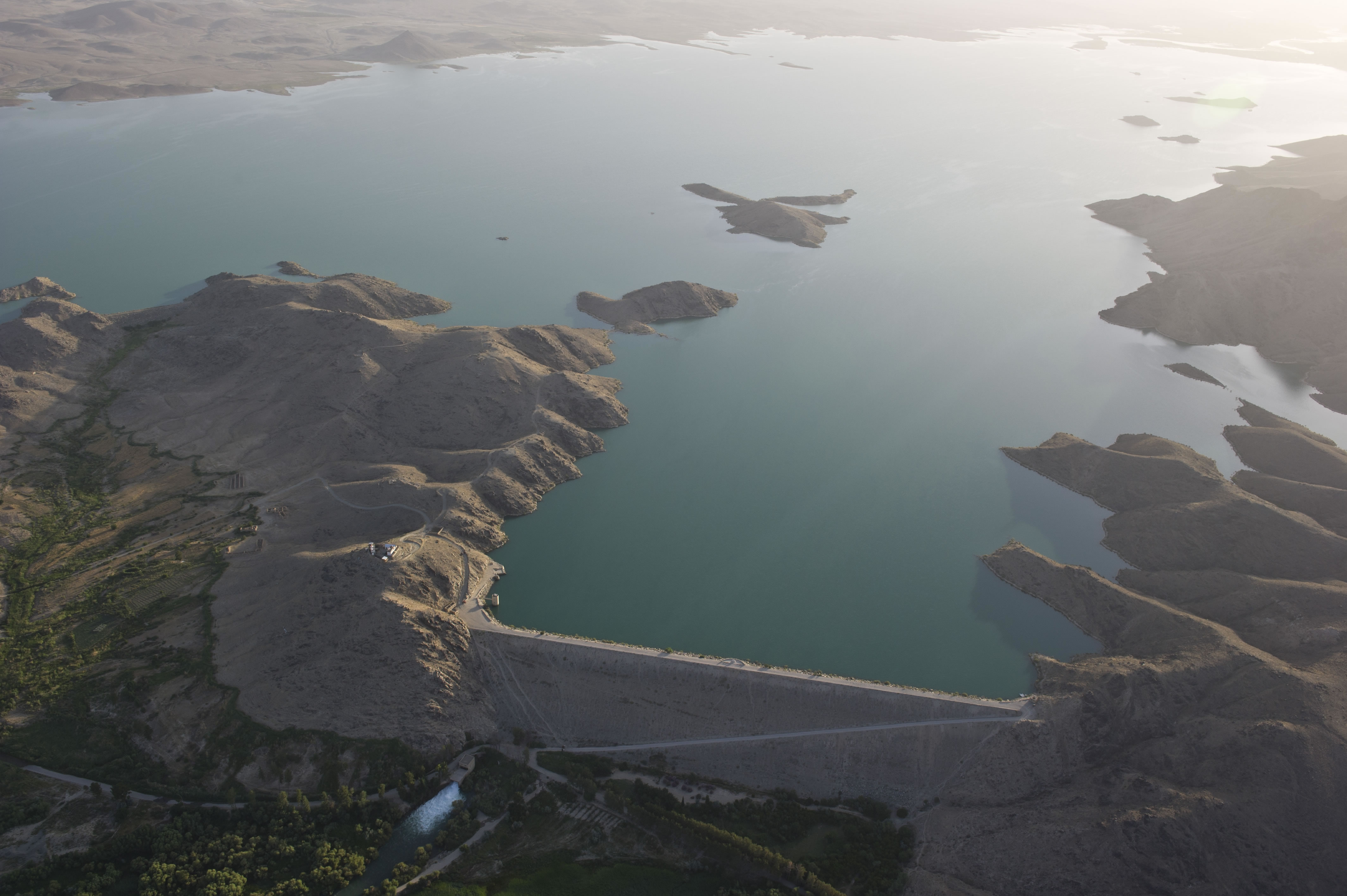
سد دحلة بمحافظة قندهار

## السدود والخزانات قيد الإنشاء في أجزاء مختلفة من أفغانستان
- سد وخزان عينو مينا في مدينة قندهار (بشكل أساسي لتوفير المياه العذبة لسكان المدينة).
- سد دهان دارا في شمال غرب محافظة فارياب [7]
- سد كونار في سرتاك (حوالي 300 ميغاواط) [8] في محافظة كونار، على أن يتم تشييده في الـ 12 سنة القادمة بعد 2013. [9]
- سد لواري بمحافظة قندهار [10]
- سد مانوجي للطاقة في مقاطعة كونار ، والذي سيولد حوالي 1000 ميجاوات من الكهرباء. [11] [12]
- Palto السد في شارانا، مقاطعة باكتيكا [13]
- سد باشدان، مشروع بقيمة 117 مليون دولار في ولاية هرات غربي أفغانستان (قيد الإنشاء اعتبارًا من 2019). [14] [15]
- سد شحتوت في منطقة شار أسياب في إقليم كابول ، وسيكلف بناؤه حوالي 230 مليون دولار. [16] [17]
- سدين في مقاطعة بغلان [18] أحدهما يسمى سد بل خمري .

## روابط خارجية
- اكتمال مسح وتصميم 1400 مشروع مياه: NWARA ( Pajhwok Afghanistan News ، 21 كانون الثاني (يناير) 2021)
- 21 سداً للطاقة الكهرومائية في خط الأنابيب (Pajhwok African News ، 4 شباط / فبراير 2017)
- سلاح المهندسين بالجيش الأمريكي أفغانستان منطقة المهندس - الشمال
- سلاح المهندسين بالجيش الأمريكي أفغانستان منطقة المهندس - الجنوب
- كتابات مجموعة بيرغر حول تحسينات السدود والري في أفغانستان| - ع - ن - ت سدود حسب البلد | - ع - ن - ت سدود حسب البلد                               | - ع - ن - ت سدود حسب البلد |
| -------------------------- | -------------------------------------------------------- | -------------------------- |
| أفريقيا                    | - الجزائر - المغرب - تونس - إثيوبيا                      |                            |
| آسيا                       | - إيران - الأردن - السعودية - العراق - اليمن - أفغانستان |                            |